# 久保田政子
久保田 政子（くぼた まさこ、1934年（昭和9年）8月30日 - ）は、青森県八戸市鮫町出身の画家。主に馬を題材にした油絵を描いている。女子美術大学卒業。

## 作品・個展
馬を描く画家として知られており、日本中央競馬会・競馬博物館メモリアルホールに、顕彰馬のトウショウボーイ、メジロマックイーン、タイキシャトルなどを描く。軍馬として徴用された馬への鎮魂の思いも込め、これまでに8,000頭以上の馬の絵を描いている。1990年以降は、青森県南の各神社に大絵馬を奉納。2005年以降は、等身大の馬の絵を描くため、廃校となった小学校での制作も行っており、銀座フォルム画廊、銀座松屋、八戸市のさくら野百貨店、青森県立美術館、八戸市美術館、東京芸術劇場（2015年4月）など各地で個展を開催した。

## 来歴
- 1961年 - 女流画家協会プールブー賞受賞
- 1978年 - 日仏現代美術展出品
- 1979年 - 日仏現代美術展出品
- 2006年 - 青森県文化賞受賞[2]
- 2011年 - デーリー東北賞受賞[2]
- 2014年 - 紺綬褒章受章（一部に紫綬と紹介されているが誤りである）
- 2018年- デーリー東北新聞にて半生紀「政子を生きて」を連載
- 2019年- 紺綬褒章再受章